# Coqueiro Seco
Coqueiro Seco est une municipalité brésilienne dans l'État de l'Alagoas.